# Xiuladora senzilla
La xiuladora senzilla (Pachycephala simplex) és un ocell de la família dels paquicefàlids (Pachycephalidae).

## Hàbitat i distribució
Habita les illes Kai, al sud-est de les Moluques, Raja Ampat, Nova Guinea, l'arxipèlag D'Entrecasteaux, l'illa de Tagula a l'arxipèlag Louisiade, i al continent d'Austràlia, a la Península del Cap York i zona septentrional del Territori del Nord.

## Taxonomia
Encara que el Congrés Ornitològic Internacional considera una única espècie, segons alguns autors la població del Territori del Nord i l'illa de Melville són una espècie de diferent de la resta:
- xiuladora bruna - Pachycephala griseiceps Gray, GR, 1858[4]
- xiuladora senzilla - Pachycephala simplex (sensu stricto).